# Nguyễn Giang
Nguyễn Giang (1910-1969), là họa sĩ và là nhà thơ Việt Nam thời tiền chiến.

## Tiểu sử sơ lược
Nguyễn Giang sinh tại Hà Nội. Ông là con của nhà văn Nguyễn Văn Vĩnh, và là anh cùng cha khác mẹ của nhà thơ Nguyễn Nhược Pháp. Ông đã từng du học ở Pháp. Khi về nước, ông chủ trương tờ Âu Tây tư tưởng và Đông Dương tạp chí. Nguyễn Giang mất năm 1969, lúc 59 tuổi.

## Tác phẩm
- Trời xanh thẳm (thơ, Nguyễn Dương [Hà Nội] xuất bản năm 1935)
- Danh nhân Âu Mỹ (dịch thơ Pháp, năm xuất bản: 1937)
- Giấc mộng đêm hè (Le songe d’une nuit d’été, kịch của William Shakespeare, đăng trên báo Âu Tây tư tưởng năm 1937)
- Mặc Biệt (Macbeth, kịch của William Shakespeare, đăng trên báo Âu Tây tư tưởng năm 1938)
- Hâm Liệt (Hamlet, kịch của William Shakespeare, đăng trên báo Âu Tây tư tưởng năm 1938)
- Andromaque (bị kịch năm hồi của J.Racine, đăng trên báo Âu Tây tư tưởng1939)

## Quan niệm sáng tác
Đề tựa cho tập thơ Trời xanh thẳm, Nguyễn Giang cho biết quan niệm của ông về thơ cũng như họa như sau:
Trong một bức tranh, cái Đẹp chẳng phải là ở riêng một vật nào, mà là ở cái cách ta để cái vật này gần cái vật khác để cho cái hình nọ với cái hình kia nó cân đối nhau, thì trong văn thơ cái Đẹp cũng chẳng là ở một vật riêng nào, một chữ, một câu nào, mà là ở cái toàn thể cả bài thơ, ở cái cách tình cảnh tương đối và hòa hợp với nhau...

## Nhận xét
Sau khi trích lại lời tựa trên, Hoài Thanh-Hoài Chân, viết:
...Có hiểu quan niệm đặc biệt ấy, cái quan niệm từ nghề vẽ chuyển sang nghề thơ, họa may mới hiểu được thơ Nguyễn Giang…Tôi quá nặng lòng trần tục mà lối thơ này quá thuần túy chăng?...Xem thơ tôi muốn tìm những tâm hồn, mà sao câu thơ Nguyễn Gaing ít khi tôi thấy có gì. Sự tương đối, sự hòa hợp của những tình, những cảnh trong thơ Nguyễn Giang tôi thấy tầm thường quá, không đủ rung động lòng tôi...

## Thơ Nguyễn Giang
Giới thiệu ba bài thơ ngắn của Nguyễn Giang, in trong tập thơ Trời xanh thẳm, xuất bản năm 1935:
| Xuân Gió xuân phơ phất thổi trong cành Lớp lớp bên đường bóng lá xanh Cây cỏ cười tươi hoa mũm mĩm Học sinh qua lại áo phong phanh Chim non ngoài nắng bay chi chít Đàn sáo trong cây vẳng khúc tình Bờ suối chờ ai chưa thấy lại Nhìn cô áo đẹp bước đi nhanh. | Con đường nắng Xào xạc đường trưa vắng bóng người Bốn bề nắng hạ phẳng bằng soi Lơ thơ dưới núi hàng thông cõi Trắng xóa bên trời tảng đá vôi Một bước ngạt ngào trăm thức cỏ Trước sau thăm thẳm một màu trời Dừng chân ngắm cảnh bên bờ đá Kìa cánh hoa vàng tưởng nhớ ai. | Mẹ St Cirq Lapopie Chiều hôm đàn quạ lượn bên sông Chi chít cành cao tiếng não nùng Non biếc rừng thưa thu lạnh lẽo Sông chiều một dải tối mênh mông Ngắm chim rộn rã trăm âu yếm Nhớ mẹ ngày đêm một tấm lòng Xã hội còn mong khi rạng mặt Mà cơn thơ thẩn đứng nhìn trông |